# Piotr Konca
Piotr Konca (ur. 14 stycznia 1980 w Warszawie) – polski gitarzysta poprockowy.
Pierwszym jego zespołem było Spotlight, gdzie grał wraz z gitarzystą Sebastianem Piekarkiem oraz perkusistą Krzysztofem Patockim. Po rozwiązaniu się zespołu grał z Magdą Femme, z którą nagrał album Extremalnie, wydany w 2004. Pod koniec 2004 nawiązał współpracę z Patrycją Markowską, z którą nagrał płytę Nie zatrzyma nikt.
Od 27 czerwca 2005 występuje w zespole Ira, w którym zajął miejsce gitarzystów Macieja Gładysza oraz Sebastiana Piekarka. Jest współkompozytorem utworów z albumu Londyn 08:15 wydanego w 2007.
Związany z Agnieszką, mają córkę Sarę. Mieszka w Warszawie. Uczył się w technikum elektromechanicznym w Warszawie.

## Dyskografia
- (2004) – Extremalnie – Magda Femme
- (2005) – Nie zatrzyma nikt – Patrycja Markowska
- (2007) – Londyn 08:15 – Ira
- (2009) – 9 – Ira
- (2013) – X – Ira
- (2014) – Akustycznie Live – Ira
- (2016) – My – Ira
- (2021) – Jutro - Ira[5]

## Sprzęt
Gitary:
- Gibson Firebird V
- PRS Custom
- Fender Stratocaster
- Yamaha APX
- Suhr Classic
- Epiphone Les Paul Standard Plustop PRO VS

Wzmacniacze i kolumny:
- Mesa Boogie
- Vox AC30
- Custom Audio Electronics